# عبد الله بن فيصل بن تركي بن عبد الله آل سعود
الأمير عبد الله بن فيصل بن تركي بن عبد الله بن سعود بن فيصل بن تركي آل سعود (1951- )؛ سفير خادم الحرمين الشريفين في الولايات المتحدة سابقًا. كان يشغل منصب رئاسة الهيئة العامة للاستثمار، ورأس مجلس إدارة الشركة الإيطالية السعودية للتطوير (سيدكو)، وهي شركة متخصصة في تقديم الاستشارات المالية والإدارية للمستثمرين في كلا البلدين، لتشجيع الاستثمار في الفرص المتاحة في السعودية عن طريق الدخول في استثمارات مشتركة. حيث كانت لديه المعرفة والخبرة في الاقتصاد الإيطالي، ويعتبر الشخصية الأكثر ملائمة لدعم العلاقات التجارية بين المملكة العربية السعودية وإيطاليا. عُيِّنَ في يوم الأربعاء 21 أكتوبر 2015 سفيرًا للسعودية لدى الولايات المتحدة الأمريكية، بعد أن أدّى القسم أمام خادم الحرمين الشريفين الملك سلمان بن عبد العزيز. وظل سفيرًا حتى 22 أبريل 2017 حين خلفه خالد بن سلمان آل سعود.

## حياته وتعليمه
ولد عبد الله بن فيصل بن تركي آل سعود في مدينة الطائف في عام 1951. والدته هي الأمير لؤلؤة بنت عبد العزيز آل سعود وأخيه الأصغر الأمير سلطان بن فيصل بن تركي آل سعود، توفي في حادث مروري في سن الـ41 في يوم الثلاثاء 13 جمادى الأولى 1423 هـ الموافق 23 يوليو 2002 عندما كان قادمًا من جدة إلى مدينة الرياض للمشاركة في صلاة الجنازة على الأمير أحمد بن سلمان بن عبد العزيز آل سعود. عائلة الأمير عبد الله من جهة الأب تنحدر من نسل الإمام سعود بن فيصل بن تركي آل سعود. تلقى الأمير عبد الله التعليم الابتدائي والثانوي في المملكة العربية السعودية. ثم ذهب إلى المملكة المتحدة للتعليم العالي ودرس الهندسة هناك. وهو مهتم بشدة في القضايا البيئية والعلاقات الدولية وكذلك في الفنون.

## حياته المهنية
بدأ عبد الله بن فيصل حياته المهنية في الهيئة الملكية للجبيل وينبع مباشرة بعد إنشائها في عام 1975. وأصبح الأمين العام المفوض من الهيئة الملكية 1985-1987. تم تعيينه الأمين العام للهيئة الملكية في عام 1987. ثم رئيسا للهيئة في عام 1991 وشغل منصب الرئيس التنفيذي لها ورئيس مجلس إدارتها.
في أبريل 2000، تم إنشاء الهيئة العامة للاستثمار المسؤولة عن الترقيات للإستثمارات الأجنبية والمحلية في المملكة العربية السعودية وعين الأمير عبد الله محافظا للهيئة العامة للاستثمار بمرتبة وزير واستمر بالمنصب حتى استقالته عام 2004 بسبب الإحباط مع نهج الحكومة البيروقراطية وبطء وتيرة الإصلاحات في البلاد.

## الهيئة العامة للاستثمار
عندما كان الأمير عبد الله محافظا للهيئة، أيّد وبقوة كل سياسات الخصخصة والليبرالية في اقتصاد المملكة العربية السعودية. أصدرت في عهده تراخيص عمل الأجانب ما يقرب من 2,000 خلال فترة ولايته. وقدرت قيمة هذه التراخيص ب 15 مليار دولار أمريكي. شجع لتنال المملكة عضوية منظمة التجارة العالمية. ومع ذلك، لم يتحقق هذا الهدف في ذلك الوقت بسبب سياسات السعودية نحو الصناعات من إنتاج النفط والاتصالات السلكية واللاسلكية، وعدم قدرة البلد على إنتاج اتفاق التجارة الرسمية مع الولايات المتحدة.

## إخوته
- الأمير خالد بن فيصل بن تركي آل سعود (رجل أعمال وسفير خادم الحرمين الشريفين لدى المملكة الأردنية الهاشمية).[2]
- الأمير محمد بن فيصل بن تركي آل سعود (مستشار بوزارة الخارجية).
- الامير سلطان بن فيصل بن تركي آل سعود (متوفي). متزوج من الأميرة سارة بنت عبد الرحمن بن عبد العزيز آل سعود.
- الأمير تركي بن فيصل بن تركي آل سعود.
- الأميرة نوف بنت فيصل بن تركي آل سعود. متزوجة من الأمير عبد الرحمن بن عبد الله الفيصل آل سعود
- الأميرة الجوهرة بنت فيصل بن تركي آل سعود. متزوجة من الأمير سلطان بن فهد بن عبد العزيز آل سعود
- الأميرة عبير بنت فيصل بن تركي آل سعود. متزوجة من الأمير سعود بن نايف بن عبد العزيز آل سعود

## حياته الشخصية
متزوج وله من الأبناء:
- الأمير تركي بن عبد الله بن فيصل بن تركي آل سعود.
- الأمير سلمان بن عبد الله بن فيصل بن تركي آل سعود. متزوج من كريمة الأمير محمد بن فيصل بن تركي بن عبد الله بن سعود آل سعود في 7 ربيع الآخر 1435 - 7 فبراير 2014م.[7]
- الأميرة العنود بنت عبد الله بن فيصل بن تركي آل سعود.
- الأميرة سارة بنت عبد الله بن فيصل بن تركي آل سعود.

له كريمة متزوجة من صاحب السمو الملكي الأمير بندر بن فيصل بن بندر بن عبد العزيز آل سعود في 16 محرم 1435 هـ - 20 نوفمبر 2013.